# Tomocichla tuba
Tomocichla tuba, hoặc Tuba cichlid là loài cá nước ngọt thuộc họ Cá hoàng đế. Nó sống ở vùng nước chảy nhanh ở đoạn dốc Đại Tây Dương thuộc Trung Mỹ ở Nicaragua, Costa Rica và Panama.